# Чайковський Анатолій Михайлович
Анатолій Михайлович Чайковський (нар. 29 березня 1931, Київ) — радянський, український і російський журналіст, головний редактор журналу «Фізкультура і спорт» (1972–1992), Заслужений працівник фізичної культури Росії (1999), автор 14 книг про російське фігурне катання.

## Біографія
Народився 29 березня 1931 року в Києві у металурга Михайла Йосиповича Чайковського та Марії Пилипівни Стародубової. Один із трьох дітей у сім'ї, брати: Валентин (нар. 1937) та Сергій (нар. 1942). Під час німецько-радянської війни перебував з батьками і молодшим братом в евакуації в Уфі.
У 1965 році він одружився з Оленою Анатоліївною Осиповою (заслужена тренерка СРСР з фігурного катання) і переїхав з Києва до Москви де почав працювати в центральному апараті газети «Советський спорт».
Протягом 15 років Анатолій Михайлович був членом президії Федерації спортивної преси СРСР, одночасно очолював прес-служби багатьох чемпіонатів (світу, Європи, Спартакіад народів СРСР). Під час Літніх Олімпійських ігор 1980 року А. Чайковський керував прес-службою Центрального стадіону в Лужниках.